# 先锋街道 (辽源市)
先锋街道，是中华人民共和国吉林省辽源市西安区下辖的一个乡镇级行政单位。

## 行政区划
先锋街道下辖以下地区：
丰源社区和丰裕社区。